# Battarrina
Battarrina — рід грибів. Назва вперше опублікована 1931 року.

## Класифікація
До роду Battarrina відносять 1 вид:
- Battarrina inclusa